# Püspökladány
Püspökladány – miasto we wschodnich Węgrzech. Znajduje się w komitacie Hajdú-Bihar i powiecie Püspökladány. Według danych ze I 2011, miejscowość zamieszkiwało 14 798 osób. Zbiegają się tu 4 linie kolejowe.

## Miasta partnerskie
- Hämeenlinna, Finlandia
- Fischamend, Austria
- Ghindari, Rumunia
- Hattem, Holandia
- Krasnystaw, Polska
- Powiat kraśnicki, Polska